# Kristiansund
Kristiansund je město na západním pobřeží Norska. Nachází se v distriktu Nordmøre, v kraji Møre a Romsdal, jehož hlavním městem je Molde. Status města získal Kristiansund roku 1742. K městu samotnému patří i přiléhající obce Kvalvåg, Rensvik a Nedre Frei. Žije zde přibližně 24 tisíc obyvatel a s celkovou rozlohu (i s vesnicemi) 87,54 km² se jedná o 58. největší město Norska.

## Historie

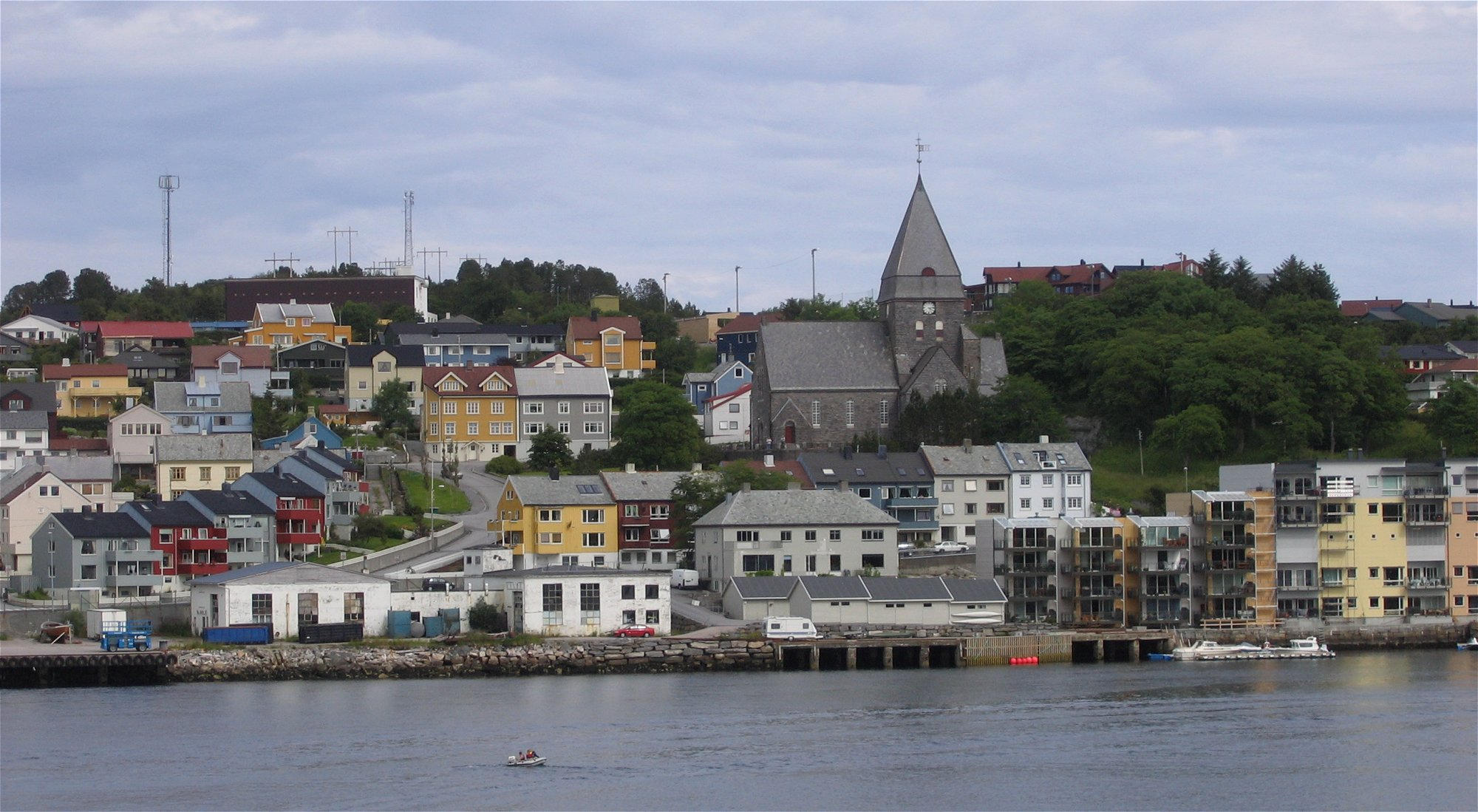
Pohled na město

Současné město Kristiansund vzniklo jako malá vesnice k 1. lednu 1838. Prvními užívanými názvy pro ni byly Fosna nebo Fosen. Původně do katastrálního území obce patřilo i souostroví Grip, to bylo ale k 1. lednu 1897 odděleno a stalo se samostatnou obcí. Nakonec ale bylo v lednu 1964 několik malých vesnic (celkem měly 104 obyvatel) na souostroví opět přiděleno ke Kristiansundu. V ten rok se ale také přidaly další malé vesnice s celkovou populace 960 obyvatel ke Kristiansundu. Nakonec byla roku 2008 připojena obec Frei.
Mnoho vědců věří, že první Norové žili nedaleko Kristiansundu. Na konci poslední doby ledové byla tato oblast již kompletně bez ledu. Dalším faktem, který tuto teorii potvrzuje, je i fakt, že moře okolo současného Kristiansundu bylo hojné na živočichy. Už proto žili první lidé v okolo dnešního města již roku 8 000 př. n. l. Ve věku Vikingů byla tato oblast navíc častým dějištěm bitev, tou nejznámější je bitva o Rastarkalv, která se odehrála na současném ostrově Frei.
Ve středověku bylo město, především vesnice Grip, považována za důležitou rybářskou oblast. Nedaleko Kristiansundu se nacházel i přístav Lille-Fosen.

### Typologie a znak
Původní jméno Christianssund a jeho současný tvar vznikly na počest dánsko-norského krále Kristiána VI. Druhá část názvu města, sund, značí úžinu. Vůbec první užívané názvy, Fosna nebo Fosen, značili úkryt. Před rokem 1877 bylo město označováno a psáno jako Christianssund, následně mezi lety 1877 až 1888 byl používán přepis Kristianssund. Roku 1889 tedy vznikla současná verze Kristiansund.
Před zavedením poštovních směrovacích čísel v Norsku roku 1968 bylo snadné zaměnit města Kristiansund a Kristiansand. Druhý název nese velké město na jihu Norska. Proto se v dopisech vždy za název přidávalo písmeno N nebo S (označení pro sever a jih), výsledek tedy zněl Kristiansand S.
Současný znak je používán od roku 1742. Je na něm vyobrazen vodopád, protože starý název města, Fosen, byl nesprávně vykládán jako Fossund, což je sloučenina slov Foss a Sund, tedy vodopád a úžina. V samotném městě ale žádné vodopády nejsou. Proto je též možné, že se jedná o záměnu znaků Kristiansundu a Molde. Molde totiž neleží u moře a přesto má ve znaku velrybu, naopak Kristiansund má ve znaku hory a vodopád. Pravděpodobně se tedy jedná o historickou záměnu, která ale platí.

## Turistické atrakce
V Kristiansundu jsou celkem čtyři kostely, v samotném městě leží dva a další dva ve zbylých vesnicích. Ten nejstarší se datuje přibližně do roku 1470 a nachází se právě ve městě. Druhý kostel ve městě byl vystavěn roku 1964. Na ostrově Nordlandet se nachází jeden kostel, ten byl vystavěn roku 1914. Poslední z kostelů, který leží ve Frei, je z roku 1897. Místní kostely jsou součástí děkanství Ytre Nordmøre v diecézi Møre. Ve městě se také nachází mnoho zahrad a parků. Například v blízkosti centra jsou dva velké parky.
Ve městě se každoročně pořádá fotografická soutěž Nordic Light.

## Geografie

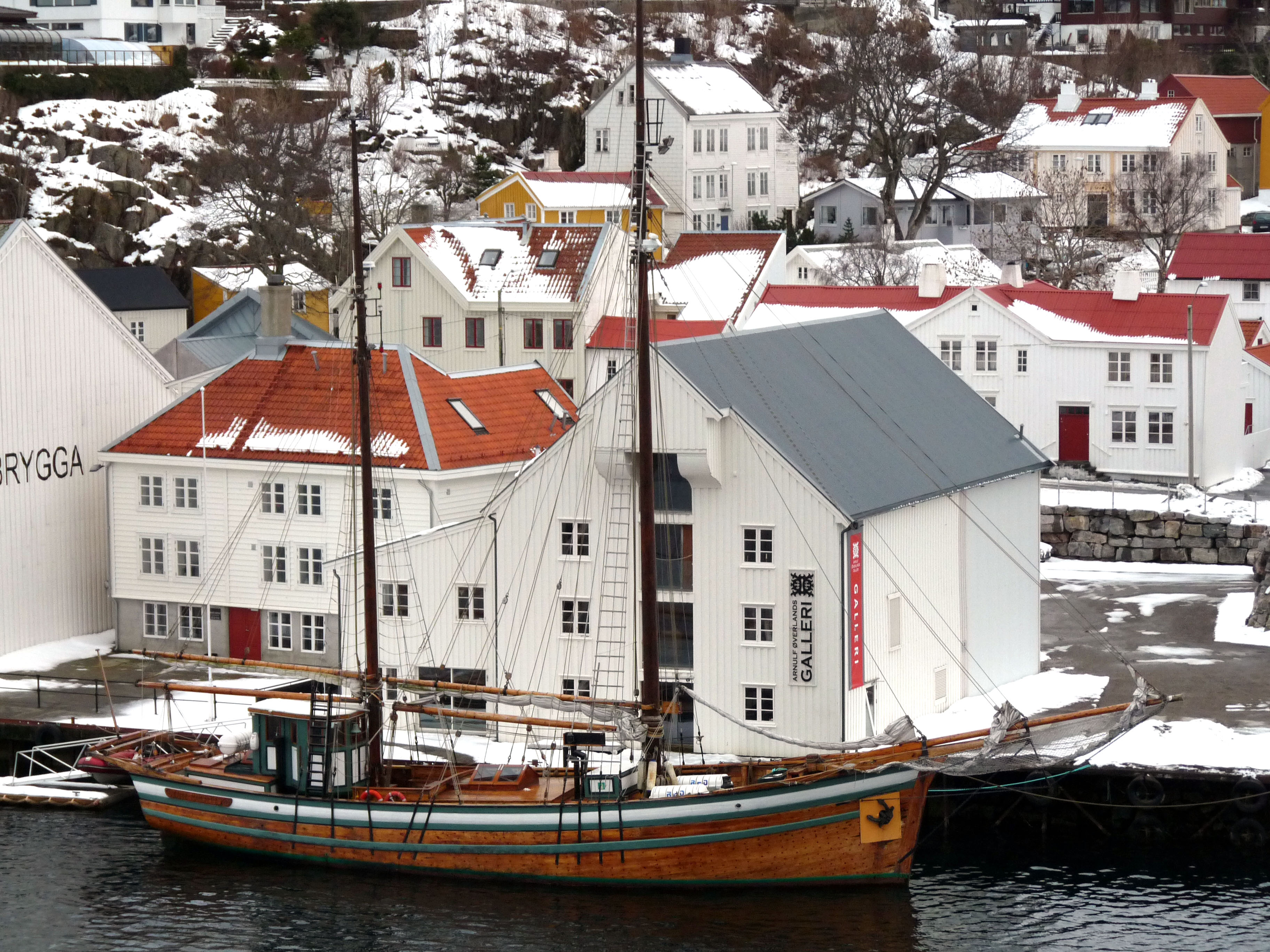
Město v zimě

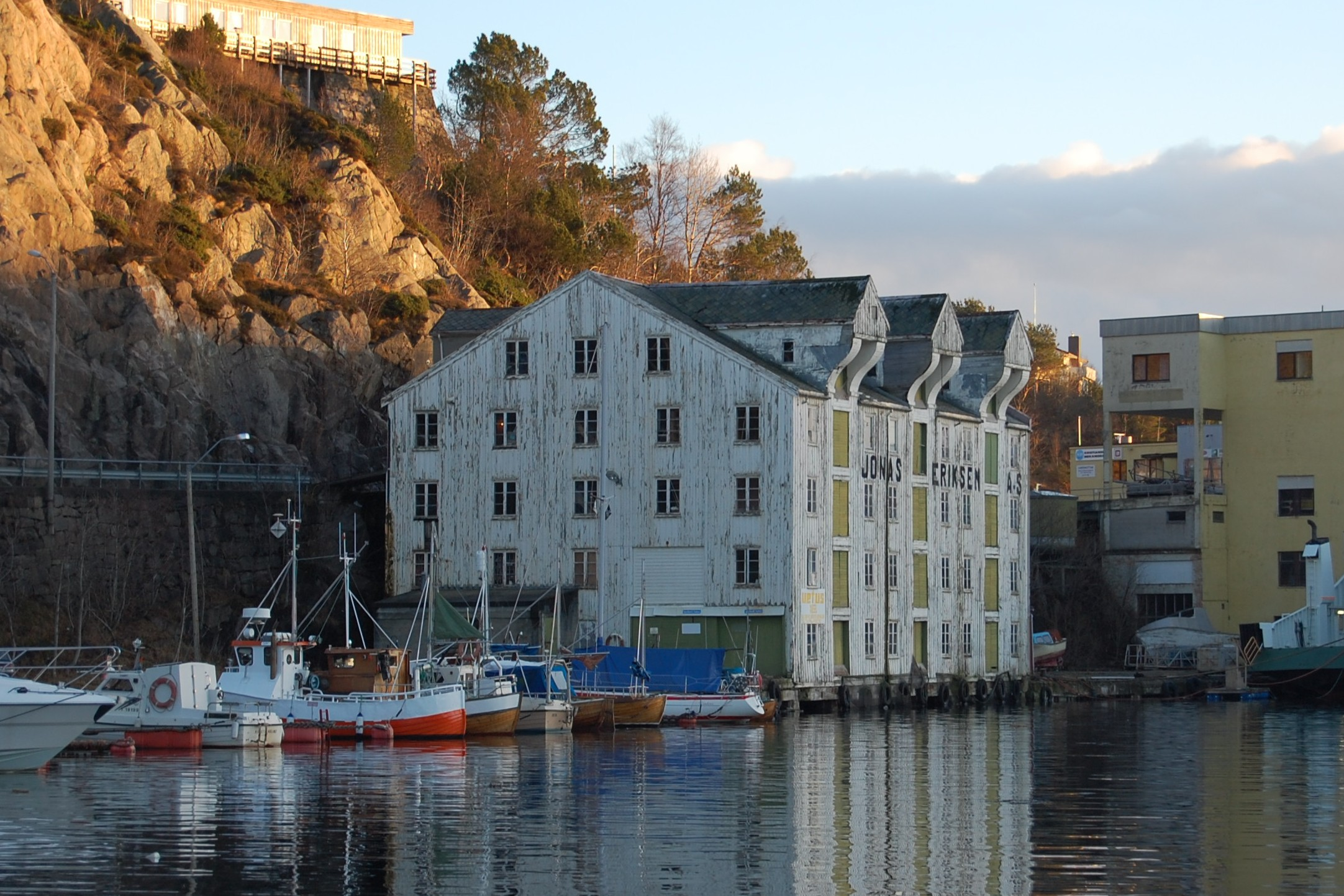
Přístav

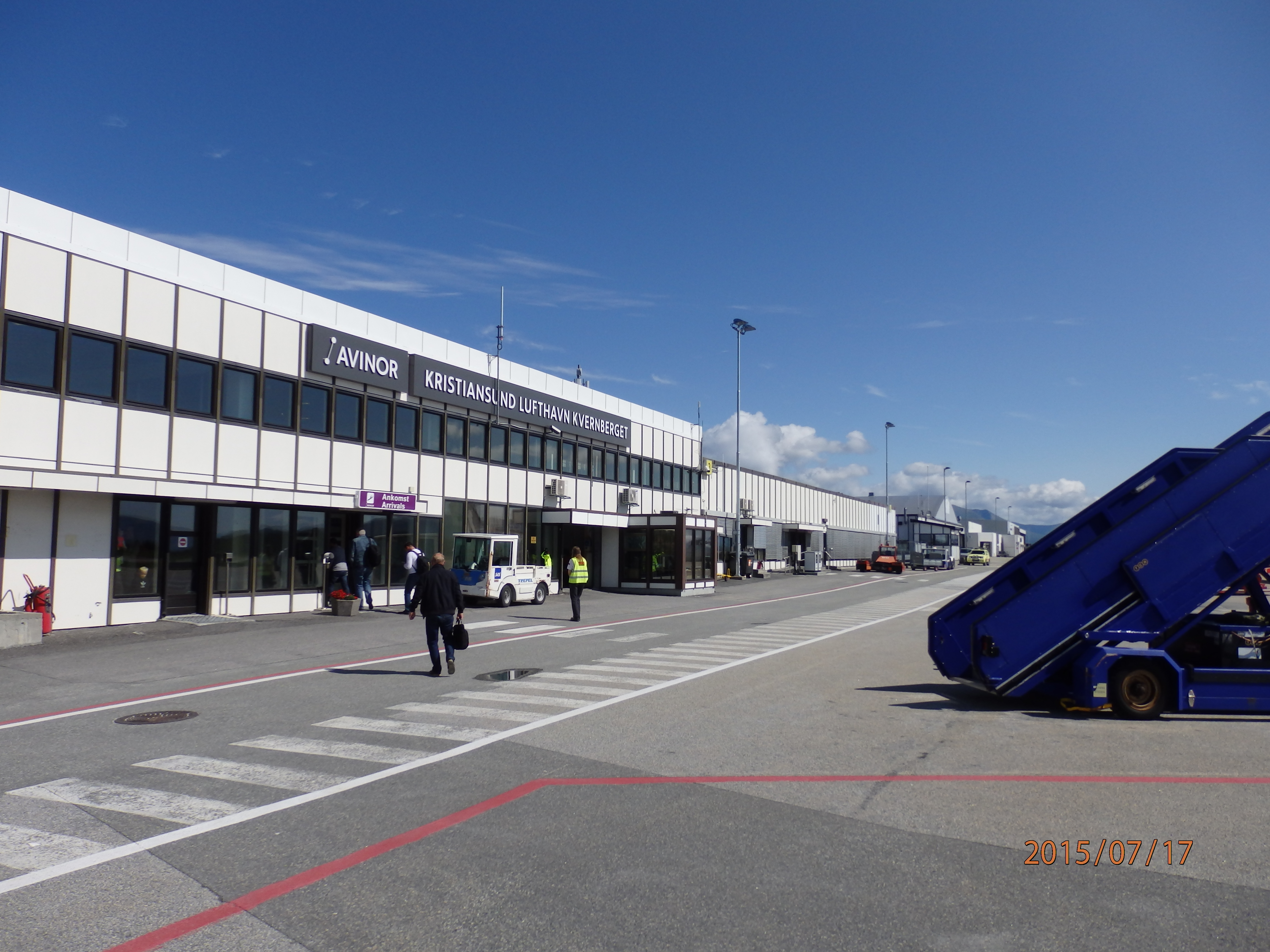
Místní letiště

Kristiansund sousedí na severovýchodě s obcemi Smøla a Aure, na východě s Tingvoll, na jihu s Gjemnes a na jihozápadě s Averøy. Malé souostroví Grip se nachází v severozápadní části obce a tím směrem je tedy hlavně otevřené moře. Samotné souostroví Grip se v zimě skládá z opuštěných rybářských vesnic, ale v létě se z nich stávají turistické atrakce.
Samotné město se skládá ze čtyř hlavních ostrovů a mnoha menších ostrůvků. Na ostrově Nordlandet se nachází letiště a je to druhý největší z ostrovů. Kirkelandet je, co se velikost týče, na třetí pozici a skládá se ze dvou oblastí: Kirkelandet a Gomalandet. Nejmenším ostrovem je Innlandet, naopak největší je Frei.
Teploty v oblasti Kristiansundu se pohybují velmi nízko, nejtepleji bývá v červenci a srpnu, kdy se průměrná teplota pohybuje okolo 16 °C. Naopak nejnižší teploty jsou v lednu, kdy se pohybují okolo 1 °C. V západním Norsku nejsou teplotní výkyvy příliš velké a teploty zde příliš často pod −5 °C neklesají.

## Známé osobnosti
- Frode Alnæs (* 1959), popový zpěvák, kytarista
- Synnøve Solemdalová (* 1989), biatlonistka
- Ingar Knudtsen (* 1944), spisovatelka sci-fi a fantasy
- Jan Erik Mikalsen (* 1979), skladatel
- Anders Giske (* 1959); fotbalista
- Øyvind Leonhardsen (* 1970), fotbalista
- Ole Gunnar Solskjær (* 1973), fotbalista
- Ole Stavrum (* 1940), fotbalista
- Johan Ernst Gunnerus (1718–1773), biskup a biolog
- Tor Eckhoff (1964–2021), otužilec a youtuber, známý jako Apetor

## Partnerská města
Kristiansund podepsal smlouvy o spolupráci s těmito městy:
- Kokkola, Finsko
- Härnösand, Švédsko
- Fredericia, Dánsko